# 遊佐安一郎
遊佐 安一郎（ゆさ やすいちろう、1947年 - ）は日本の臨床心理学者。教育学博士。長谷川メンタルヘルス研究所所長。
福島県生まれ。専門は臨床心理学、家族療法、認知行動療法、弁証法的行動療法、境界性パーソナリティ障害、スキーマ療法、感情調節困難、そしてヘルピングスキルなどを活用した臨床心理士やカウンセラー、看護師などの教育訓練。現在は長谷川メンタルヘルス研究所にて、個人カウンセリング、弁証法的行動療法に基づく感情調節訓練グループ、家族支援などに取り組んでいる。

## 経歴
- 1970年　上智大学英語学科卒業。
- 国際基督教大学大学院教育心理学科に一時在籍後、ニューヨーク州立大学オールバニ校留学。
- 1972年　修士課程修了。
- 1977年　教育学博士号取得。
- Syracuse Developmental Center, Pilgrim Psychiatric Center, Kings Park Psychiatric Center等でPsychologistとして勤務。
- 1990年-1996年　South Beach Psychiatric CenterでChief of Service として精神科病院での臨床管理に従事。
- 1996年-2009年  長谷川病院クリニカル・コーディネーター兼リハビリテーション部長。
- 2003年より国際基督教大学臨床心理学非常勤講師。
- 2005年より高知県立大学看護学部非常勤講師。
- 2005年-2007年  東京大学大学院教育学研究科臨床心理学コース客員教授。
- 2008年より聖路加看護大学非常勤講師。
- 2009年より北海道医療大学臨床心理学客員教授。
- 2009年より長谷川メンタルヘルス研究所所長。
- 2012年より東海大学看護学部非常勤講師。

## 所属学会
- 日本認知療法学会幹事
- 日本家族研究・家族療法学会評議員
- 心理教育・家族教室ネットワーク運営委員
- 日本家族カウンセリング協会顧問
- 日本精神神経学会
- 日本精神障害者リハビリテーション学会
- American Psychological Association会員

## 著書
- 家族療法入門―システムズ・アプローチの理論と実際 星和書店 1984

## 編著
- こころのりんしょうa・la・carte 第26巻4号〈特集〉DBT=弁証法的行動療法を学ぶ 星和書店 2007

## 翻訳
- Arthur Freeman『認知療法入門』 星和書店 1989
- (束原 美和子, 野村 祐子, 黒澤 麻美共訳) Randi Kreger, James Paul Shirley 『境界性人格障害=BPD 実践ワークブック―はれもの にさわるような毎日をすごしている方々のための具体的対処法』星和書店 2006
- (監修, 佐藤 美奈子, 遊佐 未弥訳) Rachel Reiland『ここは私の居場所じゃない―境界性人格障害からの回復星和書店』 2007
- (荒井まゆみ共訳) Matthew McKay他 『弁証法的行動療法 実践トレーニングブック―自分の感情とよりうまくつきあってゆくために』星和書店 2011
- (監修, 荒井まゆみ, 岩渕デボラ, 佐藤美奈子訳) 境界性パーソナリティ障害ファミリーガイド Randi Kreger (監修) 星和書店 2011